# Fehértorkú tinamu
A fehértorkú tinamu (Tinamus guttatus) a tinamualakúak (Tinamiformes) rendjébe, ezen belül a tinamufélék (Tinamidae) családjába tartozó faj.

## Rendszerezése
A fajt August von Pelzeln osztrák ornitológus írta le 1949-ben.

## Előfordulása
Dél-Amerika északi részén, Brazília, Bolívia, Kolumbia, Ecuador, Peru és Venezuela területén honos. Természetes élőhelyei a szubtrópusi és trópusi síkvidéki esőerdők. Állandó, nem vonuló faj.

## Megjelenése
Testhossza 36 centiméter, testtömege 623–800 gramm. Vékony pikkelyes lába és csupasz nyaka, kicsi feje és súlyos teste van.

## Életmódja
Lehullott gyümölcsökkel, magvakkal, esetenként rovarokkal táplálkozik. Rossz repülő, ezért veszély esetén inkább a talajon fut el.

## Szaporodása
Fészekalja 5 tojásból áll. melyet szinte a csupasz földre rak.
|  |

## Természetvédelmi helyzete
Az elterjedési területe rendkívül nagy, de gyorsan csökken, egyedszáma is még nagy, de ez is csökken. A Természetvédelmi Világszövetség Vörös listáján mérsékelten fenyegetett fajként szerepel.